# Utricularia lihengiae
Utricularia letestui — вид рослин із родини пухирникових (Lentibulariaceae). Utricularia lihengiae схожий на U. bifida L. та U. scandens Benj., від яких його легко відрізнити за темно-пурпуровою смужкою на віночку.

## Етимологія
Названий на честь професора Лі Хенга (англ. Li Heng), китайського ботаніка, який зробив значний внесок у пізнання флори регіону Дулунцзян.

## Біоморфологічна характеристика
Дрібна однорічна трава. Ризоїди нечисленні, капілярні, завдовжки від 0.5 см до 2 см, завтовшки 0.15–0.3 мм. Столони нечисленні, капілярні, розгалужені, до 4 см завдовжки, завтовшки 0.2 мм. Листки нечисленні, пластинка вузьколінійна, з верхівкою заокругленою чи майже гострою, 1-жилкові, 0.5–1 мм завширшки, загальна довжина до 1.5 см. Пасток на міжвузлях столонів і листках мало, кулясті, на коротких ніжках, 0.5–1 мм завдовжки, рот базальний. Суцвіття прямовисне, одне, просте чи рідко розгалужене, 2–4 см завдовжки. Квіток 1–2. Частки чашечки злегка нерівні, широкояйцеподібні, 1–3 мм завдовжки. Віночок жовтий, 3–7 мм завдовжки; є 3–5 темно-пурпурових смуг на верхній губі віночка; є 3 темно-пурпурові смуги на нижній губи віночка; шпора шилоподібна з гострою верхівкою, вигнута, приблизно такої ж довжини і широко відходить від нижньої губи. Коробочка широкоеліпсоїдна, 2.5–3 мм завдовжки. Насіння косо-зворотно-яйцювате, 0.4–0.5 мм завдовжки. Цвітіння і плодоношення відбувається з серпня по листопад.

## Середовище проживання
Ендемік пн.-зх. Юньнаню, Китай. Типова ділянка розташована на відкритій місцевості в первозданному лісі, де переважають бобові, магнолієві та верескові. Спостережувана популяція дуже мала, з менш ніж 80 рослинами, що ростуть у моху серед вологої трави на узбіччі дороги.